# New Hebron
New Hebron è una città (town) degli Stati Uniti d'America, situata nella contea di Lawrence, nello Stato del Mississippi.